# Porsche 942
Porsche 942, även The stretched 928, unik 928 som tillverkades till Ferry Porsches 75-årsdag år 1984. Bilen hade förlängts och utrustats med fyra rymliga säten. Framlyktorna var också unika. Denna version har gett inspirationen till en del ombyggnationer av befintliga bilar.